# Untribium
Untribium, med kemisk beteckning Utb, är det tillfälliga IUPAC-namnet på det grundämne i periodiska systemet, som har atomnummer 132. Det kan också kallas eka-fermium efter Dmitrij Mendelejevs förutsägelser om det periodiska systemet.
Untribium är det fjortonde grundämnet i den åttonde perioden i det periodiska systemet. Det har inte gjorts några försök att framställa ämnet och kommer förmodligen att dröja länge, eftersom partikelfysikerna under 2010-talets början gjort ansträngningar för att framställa ämnen med atomnummer 115–120.